# Echiuroidea
De Echiuroidea zijn een orde van mariene borstelwormen, ook wel bekend onder de naam "lepelwormen". Hoewel leden van de orde op het eerste gezicht geleed lijken zijn ze vrij ongesegmenteerd. De groep werd traditioneel opgevat als de stam Echiura van het dierenrijk. Moleculair onderzoek aan het eind van de twintigste eeuw en het begin van de eenentwintigste, maakte echter aannemelijk dat dit een van de ringwormen (Annelida) afgeleide groep was, waarbij de segmentatie was verdwenen. Daarop werd de groep als onderklasse Echiura in de klasse borstelwormen van de stam Annelida geplaatst, met de Echiuroidea als enig orde.

## Classificatie
- Onderorde Bonelliida
  - Familie Bonelliidae Lacaze-Duthiers, 1858
  - Familie Ikedidae Bock, 1942
- Onderorde Echiurida
  - Familie Echiuridae Quatrefages, 1847
  - Familie Thalassematidae Forbes & Goodsir, 1841
  - Familie Urechidae Monro, 1927

## Kenmerken
Het lichamen van een lepelworm is over het algemeen cilindrisch met twee grote delen die van elkaar gescheiden zijn door een kleiner deel. Er is een grote uitschuifbare, lepelvormige snuit voor de mond aanwezig. Hieraan danken de dieren hun naam.

## Levenswijze
De levenswijze is erg gevarieerd: sommige soorten lepelwormen graven tunnels in zand, modder of andere zachte ondergronden, terwijl anderen zich verbergen in rotsspleten, lege schelpen, zee-egels en dergelijke plaatsen. Het zijn aaseters die met hun slurf afval naar hun hol slepen en het daar samen met de deeltjes van de ondergrond die daarmee gepaard gaan verteren.